# Personal Call (Agatha Christie-színdarab)
A Personal Call Agatha Christie 1954-es BBC számára írt rádiójátéka, melyet hat évvel később, 1960-ban is előadtak. Ezután a darabot több mint ötven évig elveszettnek hitték, majd 2015-ben bukkantak rá újra a BBC egyik archívumában.
Agatha Christie eredetileg rádiójátéknak szánt történeteit az elmúlt évtizedekben számtalan színház mutatta be különböző rendezési és előadási formátumokban, Amerikától kezdve, Ausztrálián át, az Egyesült Királyságon keresztül egészen Kínáig.
A Personal Call része a Murder in the Studio című Agatha Christie-színdarabkollekciónak, mely három egyfelvonásos darabból (eredetileg rádiójátékból) áll: Personal Call, Sárga írisz (Yellow Iris), Butter in a Lordly Dish.
Színpadon Magyarországon még nem került bemutatásra.

## Szereplők
- Fay
- James Brent
- Pam Brent
- Mrs. Lamb
- Evan Curtis
- Mary Curtis
- Mr. Enderby
- Inspector Narracott
- Operator
- Station Announcer
- First Porter
- Second Porter
- Woman
- Man

## Szinopszis
James Brentet a halott felesége szelleme kísérti: egy titokzatos telefonhívást kap, minden bizonnyal a síron túlról. Az elhunyt felesége, Fay ott vár rá, ahol szörnyű halált halt.
James új felesége nyaggatására végül elmegy a szomorú helyszínre, ahol kiderül a felkavaró igazság.